# Antenor
Antenor (grško Ἀντήνωρ, Antḗnōr; okoli 540–okoli 500 pr. n. št.) je bil starogrški kipar, ki je deloval pretežno v Atenah.
Antenor je verjetno izhajal iz umetniške družine. Njegovemu očetu je bilo ime Evmares in je bil morda slikar v tem obdobju, kot je napisal Plinij starejši . Mogoče je njegov oče delal tudi kot kipar. Nekateri napisi na atenski Akropoli so verjetno povezani z Antenorjem. Kljub temu pa ni v celoti ugotovljeno, ali je ...andr[os] in črka R na preostalem napisu del imena bratov. Sin je bil verjetno Dionizermos. Antenor je delal v poznem arhaičnem obdobju za Alkmajonide, mogočno plemiško družino, po njihovem izgonu pa za nov demokratični sistem.
Antenor je ustvaril številne poznoarhaične kore in kurose. Še posebej znana je tako imenovana Antenorjeva kora iz 530/20 pr. n. št. – druga datacija po obnovi osnovnega napisa predpostavlja, da je kip iz okoli leta 510 pr. n. št. – 480 pred našim štetjem je bila postavljena na Atensko akropolo v Ateninem templju. Med napadom Perzijcev je bila poškodovana. Kip je bil ločen od baze. Dele so našli pod ruševinami odpadkov kot mnoge druge kipe. Baza, ki je bila pripisana kipu , je navedena v posvetilnem napisu  ne samo kiparju, ampak tudi Nearhu (v drugi četrtini 6. stoletja pr. n. št. je bil Nearh znan slikar keramike). Ta kip je edini, ki ga lahko s precejšnjo verjetnostjo pripišemo Antenorju, mnogi raziskovalci vidijo v njem edino ohranjeno delo umetnika. Danes je v muzeju Akropole v Atenah.
Več del je mogoče pripisati Antenorju in njegovi delavnici, zlasti kore v Apolonovem templju v Delfih, narejene pod pokroviteljstvom Alkmajonidov in so prikazane v zatrepu templja. Nejasno je, ali je celotna zasnova Antenorjevo delo. Pierre de La Coste-Messelière in Karl Schefold mu pripisujeta tudi figure s Porosa, motive gigantomahije na zahodnem zatrepu templja. Verjetno pa ni avtor skupine Tezej in Antiopa na vzhodnem pedimentu Apolonovega templja v Eretriji, ki je zdaj v muzeju v Halkidi. Za stelo bratov in sester v Metropolitanskem muzeju v New Yorku  je Christos Karusos leta 1961 tudi ugotovil, da ni njegova. Prav tako se presoja nagrobni kip kurosa iz Anavisosa v Narodnem arheološkem muzeju v Atenah .
Po izgonu tirana Hipije 510 pr. n. št. so Atenci takoj po napadu na njegovega brata Hiparha 514. pr. n. št. in umoru atentatorja naročili skulpturo  Harmodij in Aristogejton, ki je na Agori. To prvo bronasto skupino kiparja Antenorja je 480 pr. n. št. odnesel perzijski kralj Kserks I. v Suso. Ko je Aleksander Veliki  osvojil Ahemenidsko cesarstvo, je skulpturo pripeljal nazaj v Atene. Kritij in Neziot sta ustvarila skupino Pokončevalca tiranov (Tyrannoktónoi) v strogem slogu. Mlajša skupina pokončevalcev tiranov se je prenašala kot rimske kopije, starejša Antenorjeva skupina pa je izgubljena. O starejši skupini je pisal grški potopisec  Pavzanias.
O morebitnih Antenorjevih učencih ne vemo nič.